# Ford Mk V
Ford Armored Car Mk.V — ирландский бронеавтомобиль времён Второй мировой войны.

## История
Бронеавтомобиль появился после конструирования машины Mk.IV. Авторами проекта Mk.V были майор Дж.В.Лоулесс (J.V.Lawless) и командант А.В.Мейн (A.W.Mayne), которые решили использовать опыт при конструировании машин «Rolls-Royce» и «Leyland». На тот момент ирландцы были оснащены только шведскими Landsverk L-180.
Для создания автомобиля ирландцы демонтировали башни со старых бронеавтомобилей «Peerless», оснастив ими 14 машин. За основу они взяли шасси коммерческого автомобиля Ford с колёсной формулой 4 × 2 и укороченной до 122 дюймов (3100 мм) базой. Вооружение состояло только из 8-мм пулемёта Hotchkiss. Для постройки автомобилей была выбрана фирма Thomas Thompson and Son из Карлоу (англ. Carlow).
Всего было собрано 6 машин с регистрационными номерами от ZD 1736 до ZD 1741, которые состояли на вооружении до 1954 включительно.